# Aurora Fajardo
Aurora Fajardo Prieto (ur. 1 sierpnia 1975) – hiszpańska zapaśniczka walcząca w stylu wolnym. Zajęła dziewiąte miejsce na mistrzostwach świata w 2009. Piąta na mistrzostwach Europy w 2009 i 2011. Brązowa medalistka igrzysk śródziemnomorskich w 2009 i 2013, a także mistrzostw śródziemnomorskich w 2015. Plażowa mistrzyni świata w 2006 roku.